# Ургенчский троллейбус
Ургенчский троллейбус (узб. Urganch trolleybus) — единственная действующая в Узбекистане троллейбусная система, соединяющая города Ургенч и Хива. Открыта 20 октября 1997 года в честь 2500-летия города Хивы. На данный момент действует один междугородний маршрут Ургенч — Хива протяженностью 36,3 км, внутригородской маршрут Ургенча закрыт из-за перестройки улицы Аль-Хорезми и нерентабельности. Проектируется третий маршрут, но уже в городе Хива. 
В 2013 году в Ургенч прибыли 9 новых троллейбусов Škoda 24Tr. В данный момент все новые «Шкоды» используются на междугородном маршруте Ургенч — Хива.В 2025 году Ургенч получат новые Ютонги(троллейбус) и они приедут в сентябре или в октябре

## История
Ургенчским троллейбусом владеет государственное предприятие «Хорезмское троллейбусное управление». Движение в городе было открыто 20 октября 1997 года.
В начале 2002 была закрыта первая линия троллейбуса, которая проходила в окрестностях города. После этого в системе Ургенчского троллейбуса остался один маршрут.
26 октября 2009 года правительство Узбекистана приняло решение закрыть оставшиеся троллейбусные системы в Джизакской и Наманганской областях в конце 2009 года, которые были открыты в 1973 и 1998 годах, соответственно. 1 мая 2010 года также была закрыта построенная ещё в 1947 году троллейбусная сеть в Ташкенте, когда был отменён маршрут № 6 от массива Чиланзар 20 квартал до площади Бешагач. Троллейбусная система города Ургенч осталась единственной не закрытой; при этом было закуплено девять новых троллейбусов чешского производства стоимостью 3,5 миллионов евро. На тот момент действующим маршрутом оставался единственный междугородний между Хивой и Ургенчем, длина которого составляла 36 километров.
В 2013 году была осуществлена поставка троллейбусов Skoda Electric 24Tr.
По состоянию на 2017 год запланировано расширение троллейбусной сети.
В 2025 году планировалось закупить 10 троллейбусов из Китая производства «YUTONG».

## Маршруты

### Закрытые
- Аэропорт Ургенч — Вокзал

### Действующие
- Ургенч — Хива (междугородный)

### Проектируемые
- Жилой массив — крепость Ичан-Кала

## Стоимость и время работы
Стоимость проезда на 1 декабря 2023 года составляла от 2000 до 4000 сум в зависимости от длинны поездки. 
Время работы: с 6.45 до 18.45 ежедневно.

## Подвижной состав
На маршруте действуют троллейбусы модели Škoda 24Tr, который прибыли в Ургенч в 2013 году. 
- Škoda 24Tr в Ургенче (2015)
- Škoda 14Tr 004 в Хиве (2010)
- Škoda 14TrM 007 (2010)
- Škoda 14Tr 001 в Ургенче (2010)